# Troy Tomlin
Troy Tomlin ist ein US-amerikanischer American-Football-Trainer.

## Laufbahn
Von August 1992 bis November 1994 arbeitete Tomlin am Simpson College (US-Bundesstaat Iowa) als Assistenztrainer und war dort für die Verteidigungsspieler verantwortlich.
Zwischen 1994 und 2000 war Tomlin bei den Braunschweig Lions Verteidigungskoordinator unter Cheftrainer Kent Anderson. In dieser Zeit gewann Braunschweig 1997, 1998 und 1999 die deutsche Meisterschaft sowie 1999 zusätzlich den Eurobowl. Nach Andersons Wechsel nach Hamburg wurde Tomlin ab der Saison 2001 Braunschweiger Cheftrainer und hatte dieses Amt vorerst bis zum Ende des Spieljahres 2004 inne. 2003 gewannen die Niedersachsen unter Tomlins Leitung den Eurobowl, 2001, 2002, 2003 und 2004 erreichte er mit Braunschweig das Endspiel um die deutsche Meisterschaft, verlor aber jeweils (dreimal gegen die Hamburg Blue Devils, einmal gegen die Berlin Adler).
Im Anschluss an das Ende seiner ersten Braunschweiger Amtszeit 2004 ging Tomlin in die Vereinigten Staaten zurück und war von August 2005 bis November 2012 für die Angriffskoordination der Hochschulmannschaft des Westminster College (Bundesstaat Missouri) zuständig.
Zum Spieljahr 2013 kehrte Tomlin als Cheftrainer nach Braunschweig zurück. 2013, 2014, 2015, 2016 und 2019 wurde die Mannschaft unter seiner Leitung deutscher Meister, 2017 deutscher Vizemeister. 2015, 2016, 2017 und 2018 errang man jeweils den Sieg im Eurobowl.